# District de Pankow
Le district de Pankow est l'une des anciennes subdivision administratives de Berlin créée lors de la constitution du « Grand Berlin » en 1920.

Après la Seconde Guerre mondiale, elle fera partie du secteur d'occupation soviétique de Berlin-Est.

Lors de la réforme de 2001, le district fut intégré à l'arrondissement de Pankow et correspond aux quartiers actuels de :
- 0307 Pankow
- 0308 Blankenfelde
- 0309 Buch
- 0310 Französisch Buchholz
- 0311 Niederschönhausen
- 0312 Rosenthal
- 0313 Wilhelmsruh

## Démographie
| Année | Habitants |
| ----- | --------- |
| 1920  | 94.656    |
| 1925  | 100.825   |
| 1933  | 141.333   |
| 1939  | 154.725   |
| 1946  | 143.962   |
| 1950  | 149.662   |
| 1961  | 134.826   |
| 1970  | 141.466   |
| 1987  | 115.538   |
| 2000  | 125.345   |